# Obertrebra
Obertrebra är en kommun och ort i Landkreis Weimarer Land i förbundslandet Thüringen i Tyskland.
Kommunen ingår i förvaltningsgemenskapen Bad Sulza tillsammans med kommunerna Bad Sulza, Eberstedt, Großheringen, Niedertrebra, Rannstedt och Schmiedehausen.